# Many Too Many
Singles de Genesis
Follow You Follow Me
Many Too Many est une chanson du groupe Genesis sortie en 1978, figurant sur l'album ...And Then There Were Three....
Elle atteint la place n°43 dans les classements britanniques et n°41 en Allemagne. 
C'est la dernière fois que Tony Banks utilise le mellotron en studio avec Genesis.

## Musiciens
- Phil Collins : chant, batterie
- Tony Banks : piano, mellotron, synthétiseur
- Mike Rutherford : guitare électrique, basse

## Reprises
La pièce est interprétée par le groupe Mirage de Peter Bardens, claviériste de Camel, sur l'album de reprises de Genesis par divers artistes Supper's Ready (1995), avec au chant et à la batterie Nick D'Virgilio, du groupe Spock's Beard, lequel a joué sur l'album Calling All Stations de Genesis.
Elle apparait en version symphonique sur l'album The Royal Philharmonic Orchestra – Plays Genesis Hits And Ballads.